# Шато Гибер
Шато Гибер (фр. Château-Guibert) насеље је и општина у западној Француској у региону Лоара, у департману Вандеја која припада префектури Ла Рош сир Јон.
По подацима из 2011. године у општини је живело 1485 становника, а густина насељености је износила 42,24 становника/km². Општина се простире на површини од 35,16 km². Налази се на средњој надморској висини од 46 метара (максималној 84 m, а минималној 5 m).

## Демографија
| 1962. | 1968. | 1975. | 1982. | 1990. | 1999. | 2011. |
| ----- | ----- | ----- | ----- | ----- | ----- | ----- |
| 981   | 1.020 | 941   | 1.074 | 1.066 | 1.107 | 1.485 |

График промене броја становника у току последњих година